# ヴィーナスとアドニス (ティツィアーノ)
『ヴィーナスとアドニス』（伊: Venere e Adone, 英: Venus and Adonis）は、イタリア、ルネサンス期のヴェネツィア派の巨匠ティツィアーノ・ヴェチェッリオとその工房が繰り返し制作した一連の作品である。油彩。主題はギリシア神話の愛と美の女神アプロディテ（ローマ神話のヴィーナス）とアドニスの物語から取られている。16世紀にさかのぼる可能性がある約30のバージョンが知られており、裸婦として描かれたヴィーナスがこの人気ぶりを説明していることは疑いない。
現存するバージョンのどれがオリジナルであり、どれが主要バージョンであるか、そしてティツィアーノ自身が現存するバージョンの制作にどれだけ関与したのかははっきりしない。唯一正確な制作年が判明しているのは、1554年にティツィアーノとスペイン国王フェリペ2世との間で交わされた往復書簡によって文書化されている、マドリードのプラド美術館のバージョンである。しかし、この作品はおそらく1520年代というかなり早い時期に描かれた作品のレペティション（反復）であると考えられている。

## 概要
プラド美術館の『ヴィーナスとアドニス』は夜明けに設定されており、若いアドニスが恋人であるヴィーナスの抱き締める手を振りほどいて狩りに行く様子を描いている。アドニスは16世紀に狩猟でよく使用された武器である羽根のある槍または「ダート」を持っている。また3頭の猟犬のリードはアドニスの左腕に巻かれている。画面左側後方の樹木の下ではキューピッドが眠っていて、弓と矢筒が樹木の枝に掛けられている。したがってこれは愛を交わしている場面ではない。画面右上の空で二輪戦車を駆っている人物は、異時同図法的に描かれた物語後半のヴィーナスか、夜明けを表す太陽神アポロンまたはソールのいずれかである。ヴィーナスが座っている岩は金が編み込まれた縁とボタンが付いた華美なテーブルクロスで覆われている（しばしば考えられるように軍人用の上着ではない）。アドニスはベルトで角笛を吊り下げている。彼の衣服は古代ローマの彫刻から取られている。
他の文学的および視覚的な情報源が示唆されているが、古代ローマの詩人オウィディウスの『変身物語』10巻が主な情報源と考えられている。ここではアドニスは美しい若者であり、狩猟をこよなく愛する王家出身の孤児である。キューピッドの矢の1本が誤ってヴィーナスの胸を傷つけた後、女神はアドニスに恋をする。ヴィーナスとアドニスは2人で狩りをするが、女神は獰猛な動物を避けるようにと、女狩人アタランテの物語を引用して恋人に警告する。しかしある日、アドニスは1人で狩りをしている最中に負傷したイノシシに襲われる。ヴィーナスは空を駆ける白鳥が牽く戦車の中から恋人の絶叫を聞いたが、アドニスを救うことはできなかった。一部のバージョンでは、アドニスの死が画面右側の遠景に描かれている。オウィディウスでは、最初に恋人のもとから去るのはヴィーナスであり、アドニスが先に出かけようとするのはティツィアーノの発明であるらしく、何人かは画家を批判している。
構図は基本的な2つのタイプが存在する。ティツィアーノの研究者ハロルド・エドウィン・ウェゼイは両タイプを「プラド」型と「ファルネーゼ」型と呼んだ。最も一般的なのはプラド型である。プラドとファルネーゼの2タイプはそれぞれ「3匹の猟犬」型と「2匹の猟犬」型という用語で代替されている。両者はほとんど同じだが、ファルネーゼ型は主題の切り取りがよりタイトで画面の形がより広く、空の多くを失っている。アドニスの右手は画面上端のすぐ下に位置しているため、槍の羽根は見切れており、空を駆ける戦車も見えないが、太陽の光はほぼ同じ場所の雲を突き抜けている。アドニスの左側には猟犬は2頭しかおらず、地面に金の容器は転がっていない。キューピッドは目を覚ましており、鳩を手に持って中央のカップルに近づいている。

## 「プラド」型
プラド美術館と同じタイプのバージョンは、高さは160cmから200cmでサイズに揺れがあるが、幅は190cmから200cmでより一致している。すべてのファルネーゼ版はかなり小さいが、よりタイトな構図のため人物はほぼ同じサイズとなっている。

### プラド版
現在マドリードのプラド美術館に所蔵されている『ヴィーナスとアドニス』は、一般的に現存するバージョンの中で最も古い作品であることが認められている。1626年まで確実な記録として文書化されていないが、現存するティツィアーノの手紙によって告知され、1554年9月にロンドンのフェリペ2世に送られたと記録された絵画と見なされている（同年7月にメアリー1世と結婚したフェリペ2世は、実際にはまだスペイン国王ではなく、イングランドの国王である）。
フェリペ2世は12月に絵画を受け取り、キャンバスの縫い目を「梱包で作られた折り目」と間違えて不満を廷臣への手紙に書いた。実際にプラド版には2枚の帆布が絵画の上で明白に結合された継ぎ目が存在する。ウィリアム・ロジャー・リアリック（William Roger Rearick）によると、この最初の絵画は実際には「ローザンヌ」のバージョンであり、ティツィアーノはその後に制作された現在のプラド美術館のバージョンを送ったと主張したが、ニコラス・ペニーによって否定され、物議を醸している。アドニスは他のバージョンよりも古く見え、ヴィーナスの身体はより短くなっている。これ以降のバージョンは工房に保管されていたロンドン版を複製して制作された可能性がある。少なくともプラド版は大部分がティツィアーノによって描かれている。
これはスペイン国王フェリペ2世のために制作された《ポエジア（詩想）》と呼ばれる神話画連作の一部である。『ヴィーナスとアドニス』はサイズは異なるが、1553年に配送された最初の《ポエジア》である『ダナエ』とともに鑑賞するようにデザインされていた。現在はプラド美術館の同じ部屋に、他のティツィアーノ作品とともに展示されている。
ティツィアーノはフェリペ2世に宛てた手紙の中で、2つの絵画は裸のヴィーナスの正面と背面の対照的な眺めを提供しており、絵画が彫刻と競争することを可能にすると説明した。これとは別に、同時代の記述はこれらの絵画が男性の鑑賞者に与えた強力な効果を示している。絵画の中で座っているヴィーナスの押しつぶされた臀部は当時の芸術では斬新であり、非常に官能的であると考えられていた。ヴェネツィアの評論家ロドヴィーコ・ドルチェは「器用に描かれた素晴らしい1枚･･･ここで座ることによってもたらされた肉体の膨らみが彼女の最後部に認められます･･･生き生きとした彼女を見て、生きていることを信じないほど鋭い視力と洞察力を持った人はいません」。
ヴィーナスが彼女から恋人が離れることを物理的に抑制しようとすることもまた、ティツィアーノの情報源のいずれにもない、斬新で効果的な身振りである。すなわち「アドニスが死んだ際のヴィーナスの喪失感をアドニスが狩猟に出発したときに移す」ことによって「物語の前半と後半を愛と喪失の瞬間に統合する」ことをもたらしている。

### ローザンヌ版
現在は個人のコレクションに属しており、オックスフォードのアシュモレアン博物館に貸し出されている。以前はローザンヌにあり、1998年にクリスティーズで売却された。背景にはアドニスの死が含まれており、空に現れた戦車に乗っている人物がヴィーナスであることは、戦車がヴィーナスの伝統的なアトリビュートである白鳥に牽かれていることから明らかである。ウィリアム・ロジャー・リアリックは絵画が1550年代にスペインに送られ、フェリペ2世が到着時に絵画の状態について不平を言った最初のバージョンであると示唆した。この説によればローザンヌ版はヴェネツィアに返還され、現在プラド美術館にあるバージョンと交換された。ニコラス・ペニーはリアリックの「異常な主張」に納得しておらず、ロンドン版に基づくレペティションと見なしている。
絵画は確かにオルレアン・コレクションにあり、おそらく1648年にプラハ城の神聖ローマ皇帝ルドルフ2世のコレクションからスウェーデン軍によって略奪され、ローマのスウェーデン女王クリスティーナが所有した2つのバージョンのいずれかになった。オルレアン・コレクションが解散した後は画家ベンジャミン・ウエストが所有した。2007年にはベッルーノで開催されたティツィアーノの展覧会で200年ぶりに（オークション前を除いて）展示された。

### ロンドン版
1554年頃の制作の工房作だが、ティツィアーノ自身が「大胆な下絵」を描き、アドニスとヴィーナスの髪の毛を着彩した可能性がある。
ニコラス・ペニーはプラド版がマドリードに送られたときにヴェネツィアに保管されていた「工房モデル」であり、それをもとに複製されたその後のバージョンで追求された構図の部分的改善を含むと提案している。これらにはゲッティ、ローザンヌ、ローマのバージョンが含まれる。しかし構図は発展し続け、他と共有されていないプラド版とロンドン版との間には細部の一致や類似点がある。これらには次のものが含まれる。アドニスには肩と上腕（右側）を覆う下着がなく、ヴィーナスは白い布の上に座っておらず、転がった容器の口は鑑賞者の反対側を向いている。逆に、プラド版にはなく、ロンドン版や他のバージョンにある細部の例は、ヴィーナスの髪の数珠つなぎになった真珠、およびアドニスの顔と胸の革帯の間のより大きな隙間である。
17世紀のサルヴィアーティ・コレクション（Salviati collection）以前の来歴は不明である。1824年にイギリス政府が57,000ポンドで購入したジョン・ジュリアス・アンガースタインのコレクションに由来する38点の絵画の1つであり、ナショナル・ギャラリーの初期のコレクションの基点となった。

### J・ポール・ゲティ版
J・ポール・ゲティ美術館のバージョンは1555年から1560年頃に制作された。美術館はティツィアーノに帰属しているが、他の研究者はそれほど確実視しているわけではない。ニコラス・ペニーはロンドン版に基づく工房の複製と見なしているが、ヴィーナスが座っている布の「震える光で着彩されている」ような場所では「彼の介入のための良い事例を作ることができた」としている。
絵画の来歴はジェノヴァの1648年の目録まで遡ることができ、その後スウェーデン女王クリスティーナとオルレアン・コレクションに所属した。オルレアン公のほとんどのコレクションと同様に、フランス革命後にロンドンのコンソーシアムによって購入され、そのメンバーである第5代カーライル伯爵フレデリック・ハワードによって取り分の一部として選ばれた（ただし伯爵は絵画を長くは保持しなかった）。1844年から1991年までノーマントン伯爵とその親戚のコレクションに属したのち、J・ポール・ゲティ美術館によって1992年に購入された。

### ローマ版
ローマのバルベリーニ宮の国立古典絵画館には、1560年頃に制作されたと思われるバージョンが所蔵されている。アドニスは羽根の付いた派手な帽子を被っている。同様の帽子はダリッチ版と、かつてティツィアーノの原型と考えられ現在は無視されているアニック城のはるかに小さな縮小版でも見られる。ハロルド・エドウィン・ウェゼイは帽子を「ばかげている」「非常識」と呼び、ティツィアーノはローマ版の「平凡なティツィアーノ派の作品」とは無関係と考えた。
絵画は「よく言われるように」クリスティーナ女王のコレクションの2つのバージョンのうちの1つではないとされている。ニコラス・ペニーによると、クリスティーナ女王の絵画はローザンヌ版とゲッティ版である。絵画はロシア皇帝パーヴェル1世が所有していた。ヴェネツィアの商人ピエトロ・コンコロ（Pietro Concolo）のおかげでサンクトペテルブルクからイタリアに戻り、最終的にローマのチヴィテッラ＝チージ第1王子ジョヴァンニ・トルローニャ（Giovanni Torlonia, 1st Prince of Civitella-Cesi）に購入された。1862年にバルベリーニ宮のコレクションとして購入された。

### ダリッジ版
ロンドンのダリッジ・ピクチャー・ギャラリー所蔵の絵画は帽子をかぶったタイプの別のバージョンである。美術館は「最近の保全作業により、この絵画は17世紀後半の複製ではなく、16世紀後半のティツィアーノの工房で制作された可能性が非常に高い」と述べている。1554年から1576年頃に制作されたと考えられている。1811年から美術館に所蔵されている。

### 他のバージョン
少なくともティツィアーノの工房に由来する可能性があるもう1つのバージョンが存在する。1つはディエゴ・ベラスケスの『鏡のヴィーナス』を所蔵したことでも知られるロークビー・パークに長い間あり、2003年7月10日にクリスティーズで売却されて、個人のコレクションに加わった。現在はナショナル・トラストの施設であるサリーのハッチランズ・パークに所蔵されている。これは痛みが大きく過去の修復による塗装が見られるが、ロンドン版と同様に工房モデルとして保持された別のバージョンである可能性が指摘されている。1542年から1546年頃のモスクワの個人コレクションのバージョンは、最近複製という評価から、プラド版の約10年前に制作された最も古い既知のバージョンを示していると改められた。

## 「ファルネーゼ」型
ファルネーゼ型は、かつてファルネーゼ・コレクションに、次にナポリの王室コレクションに所蔵された絵画にちなんで名付けられた。このバージョンは現在失われたか、所在不明となっている。幸い、絵画の外観はロバート・ストレンジによる「非常に注意深い描画」（1762年）とその後のエングレービング（1769年）によって知られている。これはおそらく1520年代に始まった、2つのタイプの初期の作品であると考えられている。両方のタイプがティツィアーノのキャリアの後半まで制作され続けたことは明らかであり、プラド型の構図で発展したディテールがファルネーゼ型のバージョンに現れている。
ロンドンのナショナル・ギャラリーは、翼がないことを除けば事実上『ヴィーナスとアドニス』のキューピッドと同一の構図で描かれた『鳥を持った少年』（A Boy with a Bird）を所蔵している。以前は17世紀のものと考えられていたが、現在はティツィアーノの工房またはティツィアーノ自身によると考えられ、比較的早い時期、おそらく1520年代までさかのぼる。

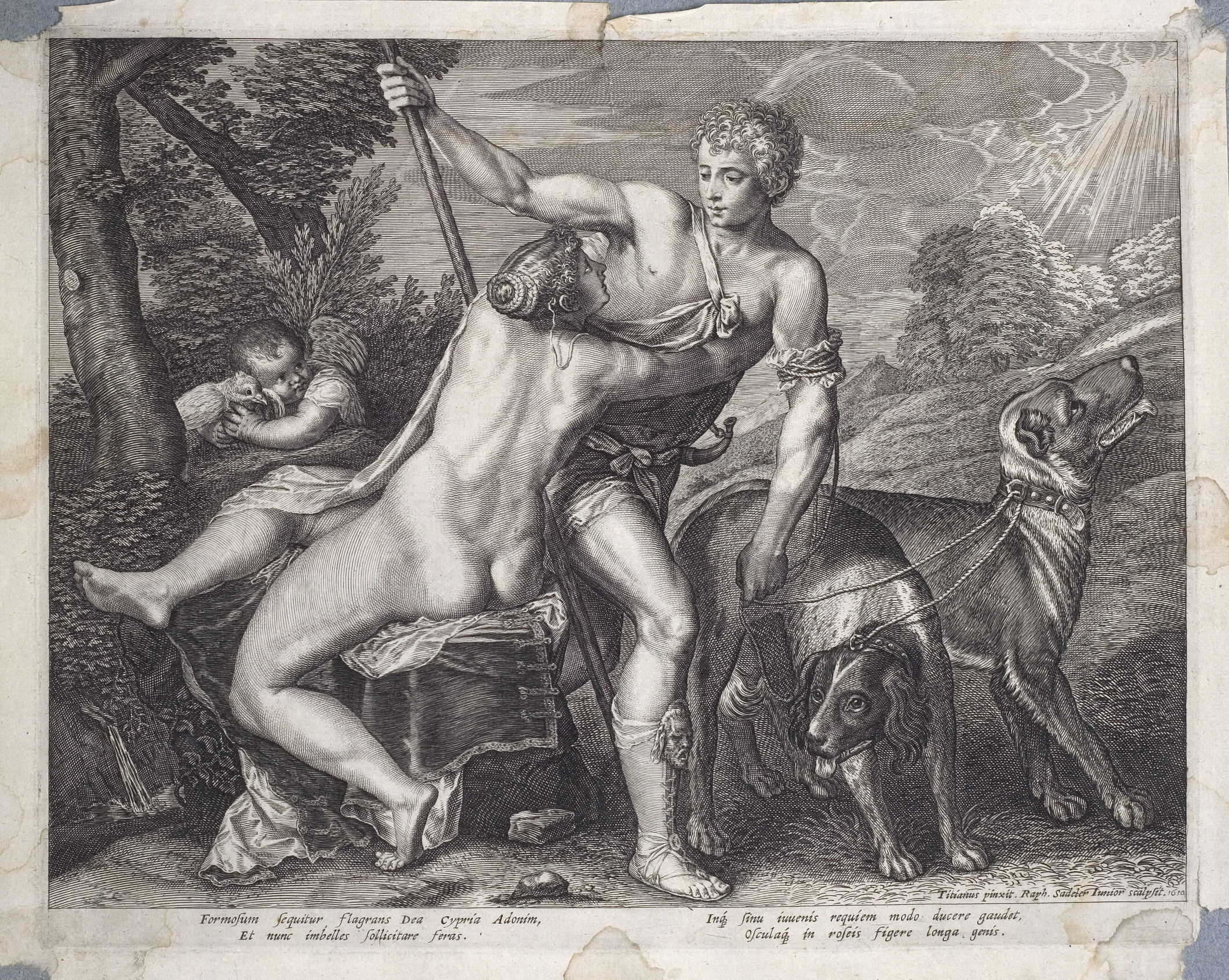
ワシントン版に基づくラファエル・サデラー2世による1610年のエングレーヴィング。

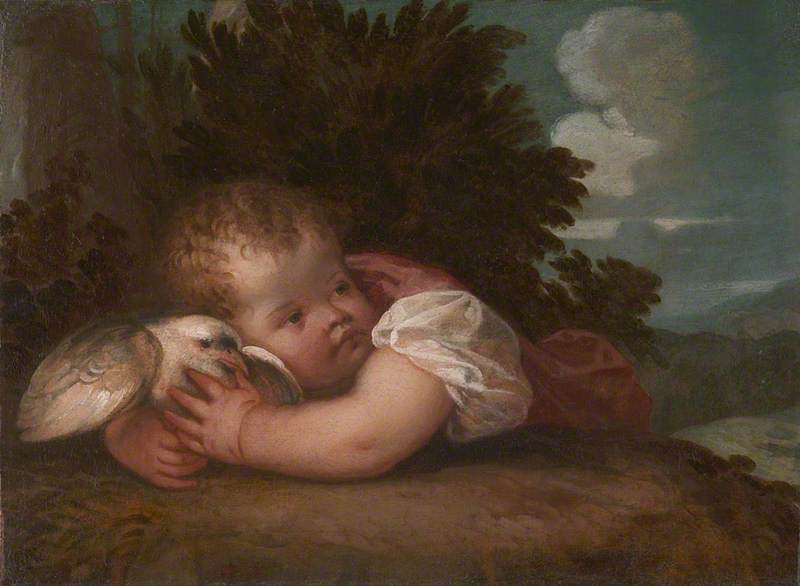
1520年頃の『鳥を持った少年』。ロンドンのナショナル・ギャラリー所蔵。

### ワシントン版
制作年は1560年頃で、ティツィアーノに帰属されている。ニコラス・ペニーにとって、ワシントン版は大部分がティツィアーノ自身による真筆であるように見え、様々なディテールの違いから、仮にティツィアーノによるものではなかったとしても、1554年のプラド版と「同時かあるいはおそらく少し前に計画されていた」と示唆している。1610年にラファエル・サデラー2世（Raphael Sadeler II）によってエングレーヴィングが制作された。珍しい特徴として小さな泉あるいは小川が画面左側を流れていることが挙げられる。第2代ブリストル伯爵ジョージ・ディグビーの妻、アン・ラッセル・ディグビー（Anne Russell Digby）が所有したのち、1685年から1924年までスペンサー家で相続された。その後、イギリスとアメリカ合衆国の様々な美術商の手に渡り、1942年にナショナル・ギャラリーによって購入された。

### メトロポリタン版
ニューヨークのメトロポリタン美術館に所蔵されているファルネーゼ型のバージョンはわずかな違いがある。「このバージョンは彼のキャリアの終わりに描かれたものであり、その高い品質は絵画が画家自身によって制作されたことを示していまる」。ニコラス・ペニーは「部分的に」ティツィアーノによって制作されたと考えている。以前はダーンリー伯爵のコレクションに含まれていた。

## 構図の源泉
2匹の犬を描いたファルネーゼ型の現存する最も古い例は、少なくともプラド型と同じくらい遅いように見えるが、これがオリジナルの構図であった可能性がある。ポール・ヨアニデスはこの点を示唆しており、オリジナルが失われたファルネーゼの絵画、またはさらに別のバージョンは、1520年代またはそれ以前までさかのぼる可能性があると仮定している。よりタイトな構図はプラド型よりも劇的であると認められており、画面左側が「拡張された」プラド型はすべてのバージョンで「混乱している」と説明されている。特に画面右後方の新しい追加要素である第3の猟犬の「ポーズと位置」は「複雑で解読が困難」であり、全体は「配置として不器用」である。
最も初期の可能性があるバージョンの証拠は、第21代アランデル伯爵トマス・ハワードが所有した絵画をもとに、イギリスのミニアチュールの肖像画家ピーター・オリバーが羊皮紙に描いたバーリー・ハウス所蔵のミニチュア絵画である。制作年は1631年であり、イングランド国王チャールズ1世のために描かれた。ファルネーゼ型であるこの複製では、アドニスは右手に槍を持つ代わりにヴィーナスの背中に腕を回している。オリジナルのハワードの絵画は1945年にウィーンで失われものらしく、モノクロ写真からのみ知られている。絵画はウィーンでティツィアーノ自身の作品としてカタログ化されたことはなく、おそらく失われたオリジナルの工房の複製だった。これらの複製の形態と色彩の詳細は、1520年代または1510年代後半のティツィアーノの様式およびこの時期の主題の最初の描写を記録していることを示唆している。
サイズの増加はフェリペ2世によって指示された可能性がある。フェリペ2世のバージョンは『ダナエ』の対作品として意図されていた。この『ダナエ』はファルネーゼ家のために最初に描かれた同主題（現在ナポリのカポディモンテ美術館所蔵）の変更および拡張されたバージョンでもあった。ナポリの『ダナエ』の高さは、失われたファルネーゼ家の『ヴィーナスとアドニス』について記録されたものと同じである。
ヴィーナスのポーズはプシュケを彫刻した『ポリュクレイトスのベッド』（Il letto di Polyclito）と呼ばれる有名な古代のレリーフに前例がある（ただし16世紀には『ウルカヌスのいるヴィーナス』と考えられていた）。そこではプシュケは眠った伴侶がいるベッドの上に座り、相手を見るために身体をひねって、片方の腕で自分を支え、もう片方の腕で覆いを持ち上げている。ティツィアーノには、この非常に有名な作品のバージョンや複製を見る様々な機会があった。ローマのヴィラ・ファルネジーナにあるフレスコ画の中で、ラファエロの工房が『神々の饗宴』（Feast of the Gods）の女神ヘベのためにすでに使用しており、ジュリオ・ロマーノはマントヴァのテ離宮で『バッカスとアリアドネ』（Baachus and Ariadne）のために使用した。ティツィアーノが他の作品を引用するために近づくことはめったにない。

## 制作年代順
上記の各バージョンの複雑な履歴を要約すると、考えられる制作順は次のとおりである。
- 1518年-1520年代。『鳩を持った少年』。ロンドンのナショナル・ギャラリー[38][39]。
- 1520年代半ば。失われたと推定されている、槍のないファルネーゼ型のオリジナル[29]。
- 1542年-1546年。モスクワ版。プラド型の最初のバージョンである可能性がある。
- 1540年代半ば。ファルネーゼ家の失われたバージョン[28]。
- 1554年。フェリペ2世のプラド版。ほぼ同時期にロンドン版[5][21]。ニコラス・ペニーは、ファルネーゼ型のワシントン版とメトロポリタン版はこの順番の少し後に制作されたと示唆している[22]。
- 1554年-1560年あるいはそれ以降。ローザンヌ版、ゲッティ版、ローマ版、およびダリッッジ版。

## 文学への影響
スペインの劇作家ロペ・デ・ベガ（1562年–1635年）は『ヴィーナスとアドニス』に「魅了」され、いくつかの劇で言及しているのに加えて、そのうちの1つに舞台小道具として絵画をフィーチャーした印刷を伴っている。
『ヴィーナスとアドニス』は1593年に出版されたウィリアム・シェイクスピアの物語詩であり、おそらくシェイクスピアの最初の出版物である。エルヴィン・パノフスキーが指摘したように、この詩は確かにティツィアーノの絵画と類似しており、ヴィーナスが非常に若いアドニスを引き付けるのが難しいという一般的なもの、そして具体的な細部の一致が見られる。アドニスの最後の朝、女神は恋人が狩りに行くのを物理的に止めようとするが、アドニスはティツィアーノのように身を振りほどく。
シェイクスピアはアドニスが「ボンネット」または帽子を被っていたと3回述べているが、印刷された『ヴィーナスとアドニス』は帽子を被っておらず、現存する初期のバージョンに由来するものでは、ローマ版、ダリッッジ版、アニック版だけに見られる。シェイクスピア・オックスフォード伯爵説の支持者は、シェイクスピア作品の本当の作者である、第17代オックスフォード伯爵エドワード・ド・ヴィアーが1575年から1576年にイタリアを旅行した際に、ヴェネツィアのティツィアーノの工房でローマ版『ヴィーナスとアドニス』を見たと主張している。これはオックスフォード伯爵が作者であることを裏付ける重要な証拠と見なしている研究者もいる。

## 《ポエジア》連作
- 『ダナエ』 - 1553年にフェリペ2世に発送された。ウェリントン・コレクション（英語版）所蔵。以前のバージョンと後のバージョンがある。
- 『ディアナとアクタイオン』 - ロンドン・ナショナル・ギャラリーとエディンバラのスコットランド国立美術館の共同所有。
- 『ディアナとカリスト』 - ロンドン・ナショナル・ギャラリーとエディンバラのスコットランド国立美術館の共同所有。
- 『ペルセウスとアンドロメダ』1554年から1556年頃。ウォレス・コレクション所蔵
- 『エウロペの略奪』 - 1560年から1561年頃。アメリカ合衆国に所在する唯一の《ポエジア》。イザベラ・スチュワート・ガードナー美術館所蔵。
- 『アクタイオンの死』 - 1559年頃。ロンドン・ナショナル・ギャラリー所蔵。フェリペ2世に発送されずに工房に残されたため、連作に数えられないことが多かった。

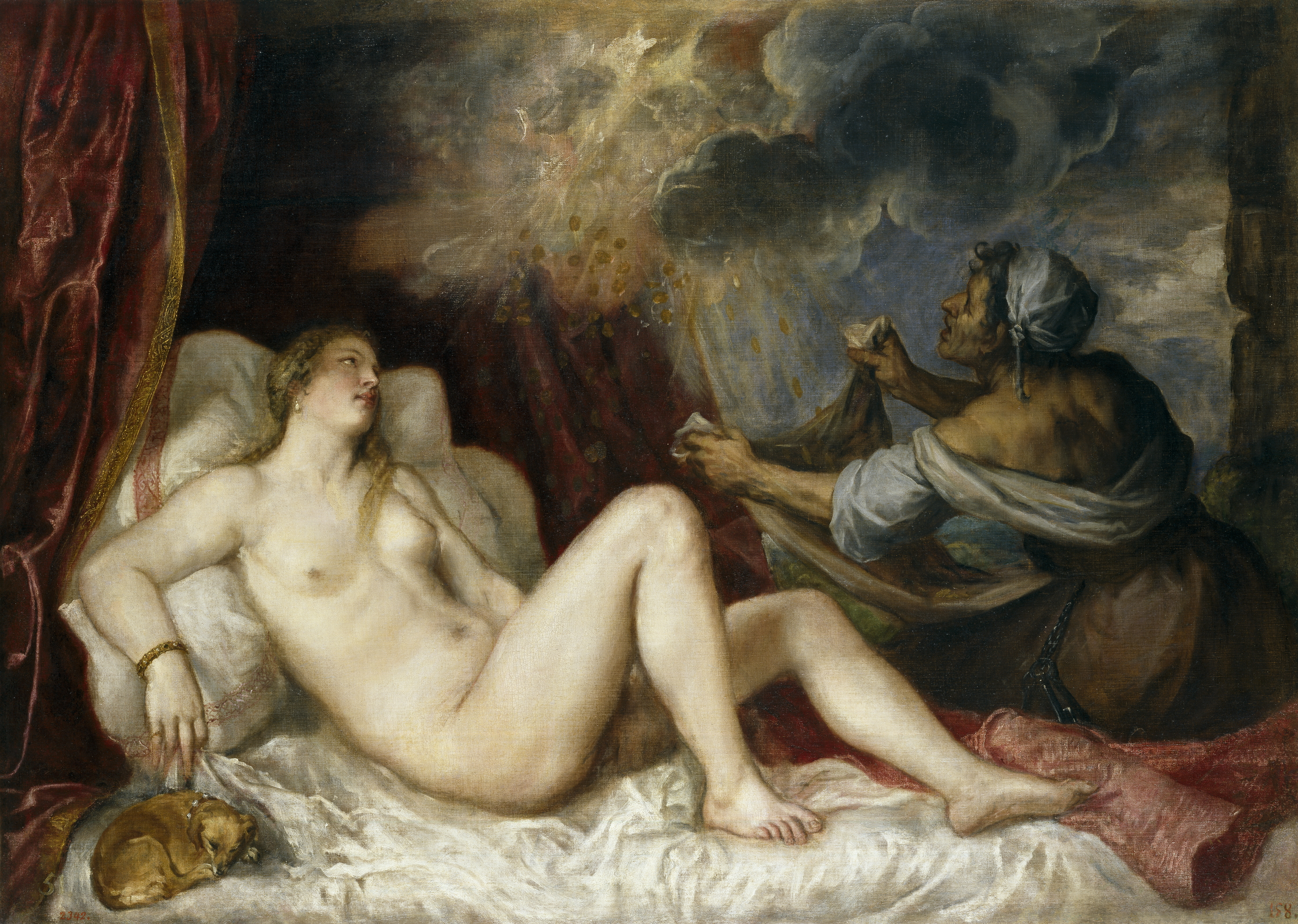
『ダナエ』
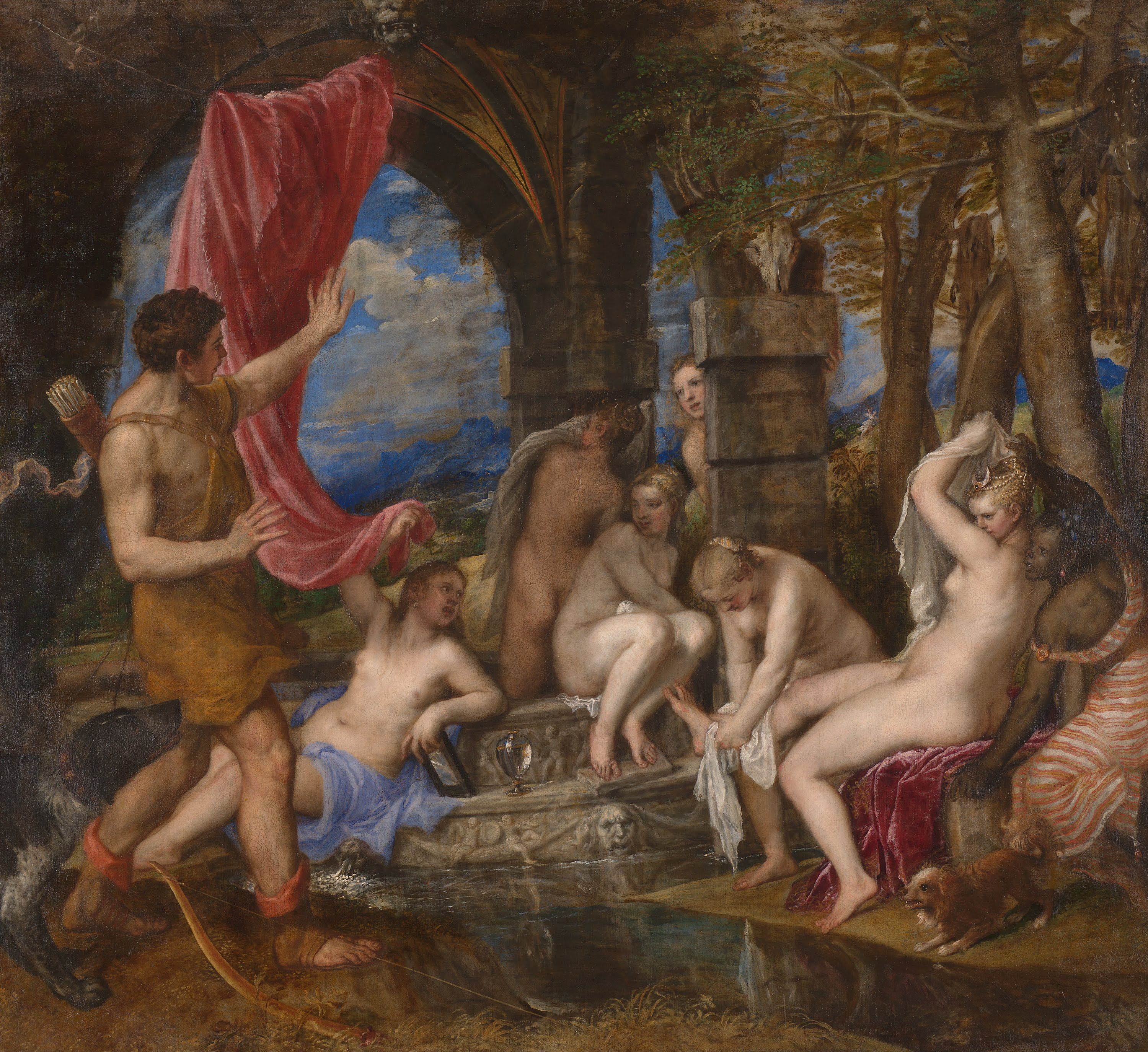
『ディアナとアクタイオン』
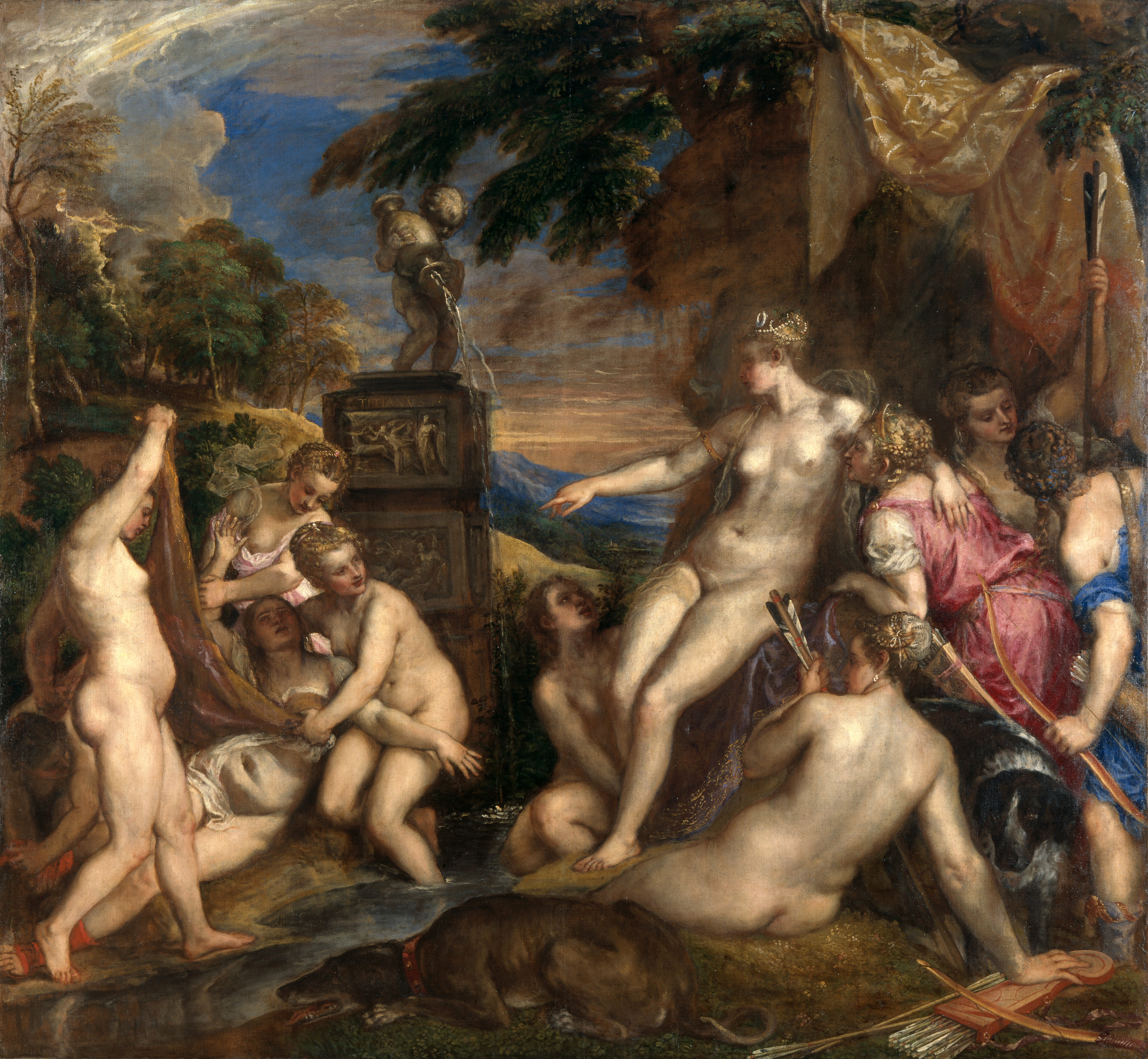
『ディアナとカリスト』
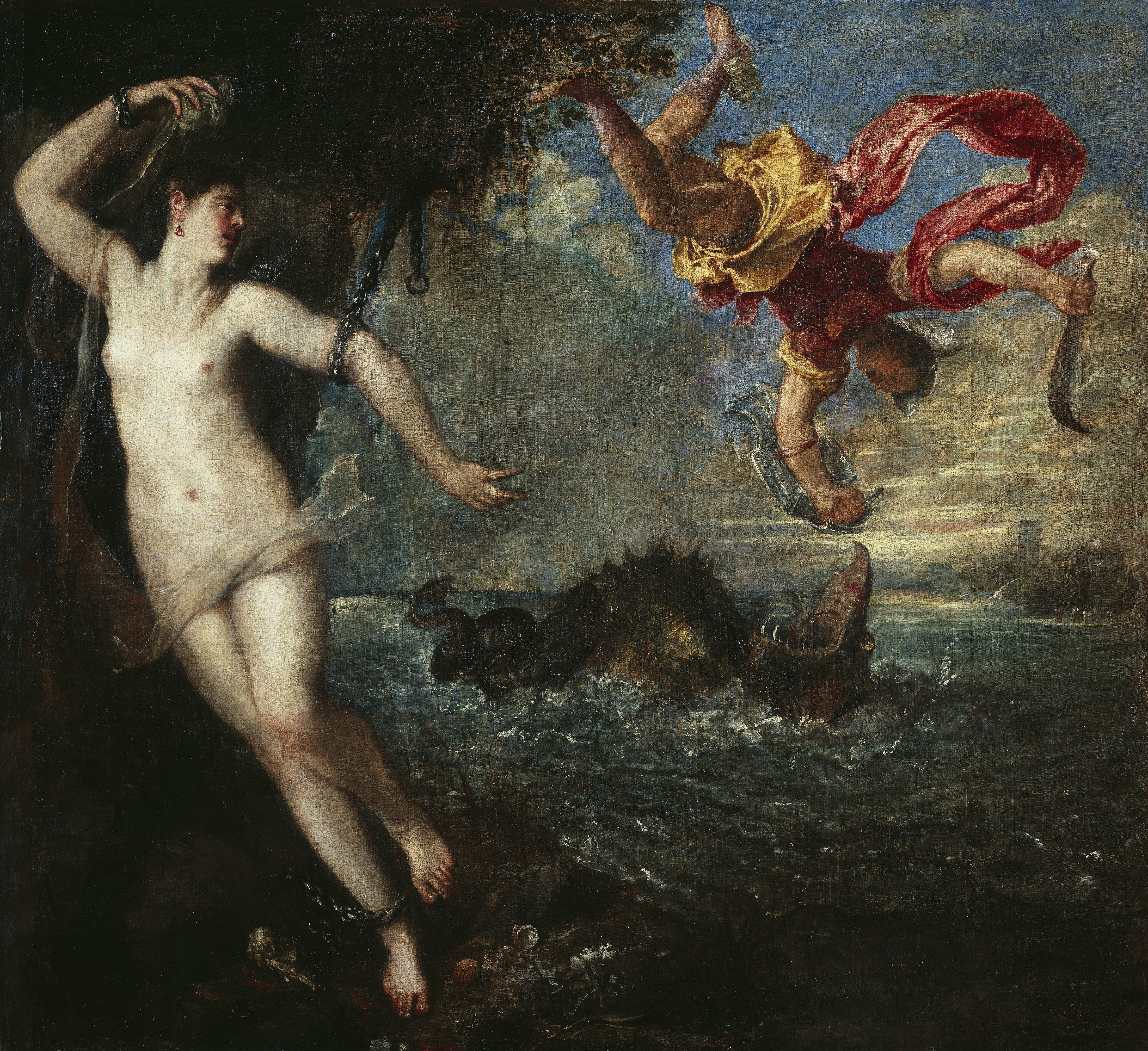
『ペルセウスとアンドロメダ』
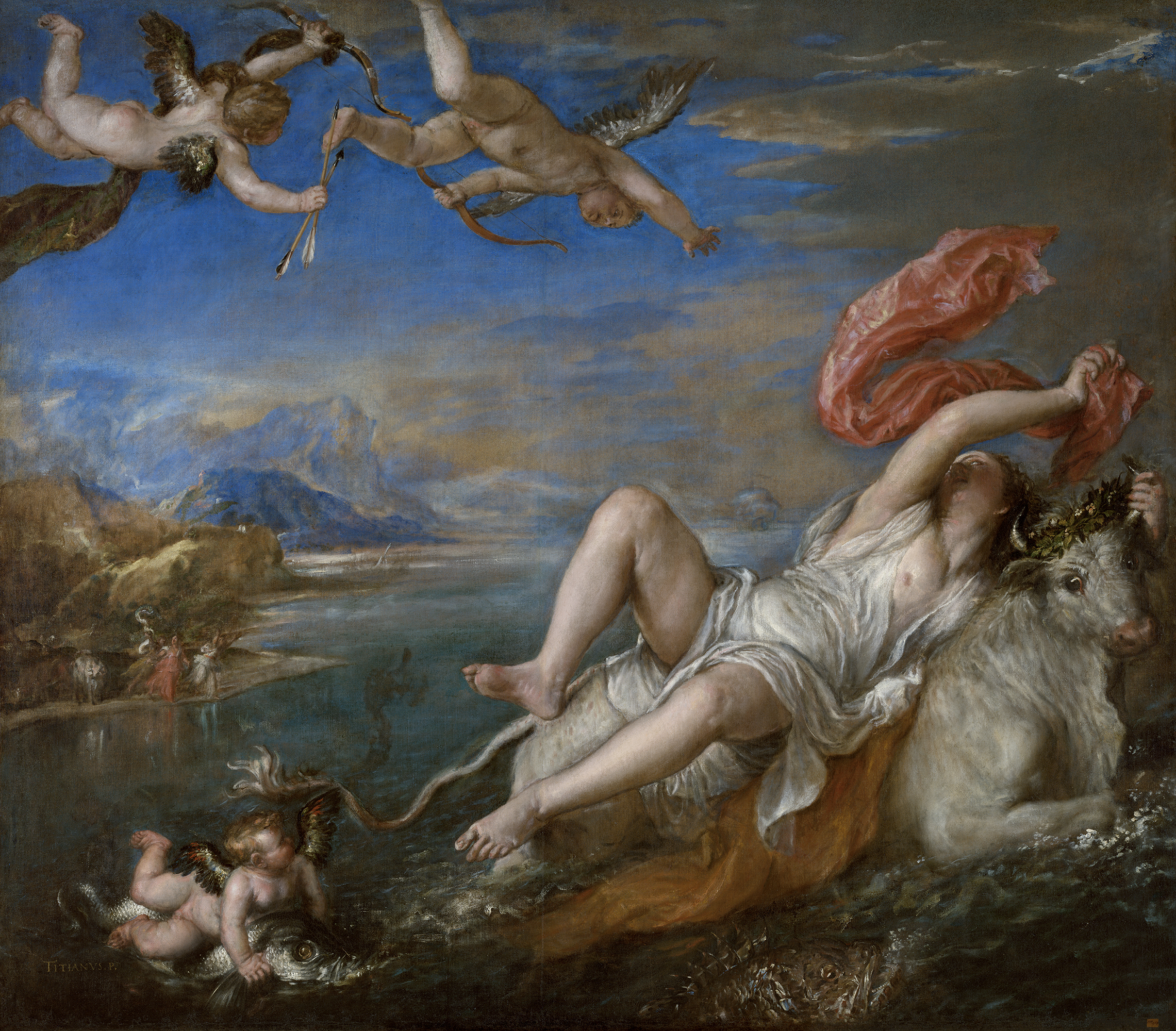
『エウロペの略奪』
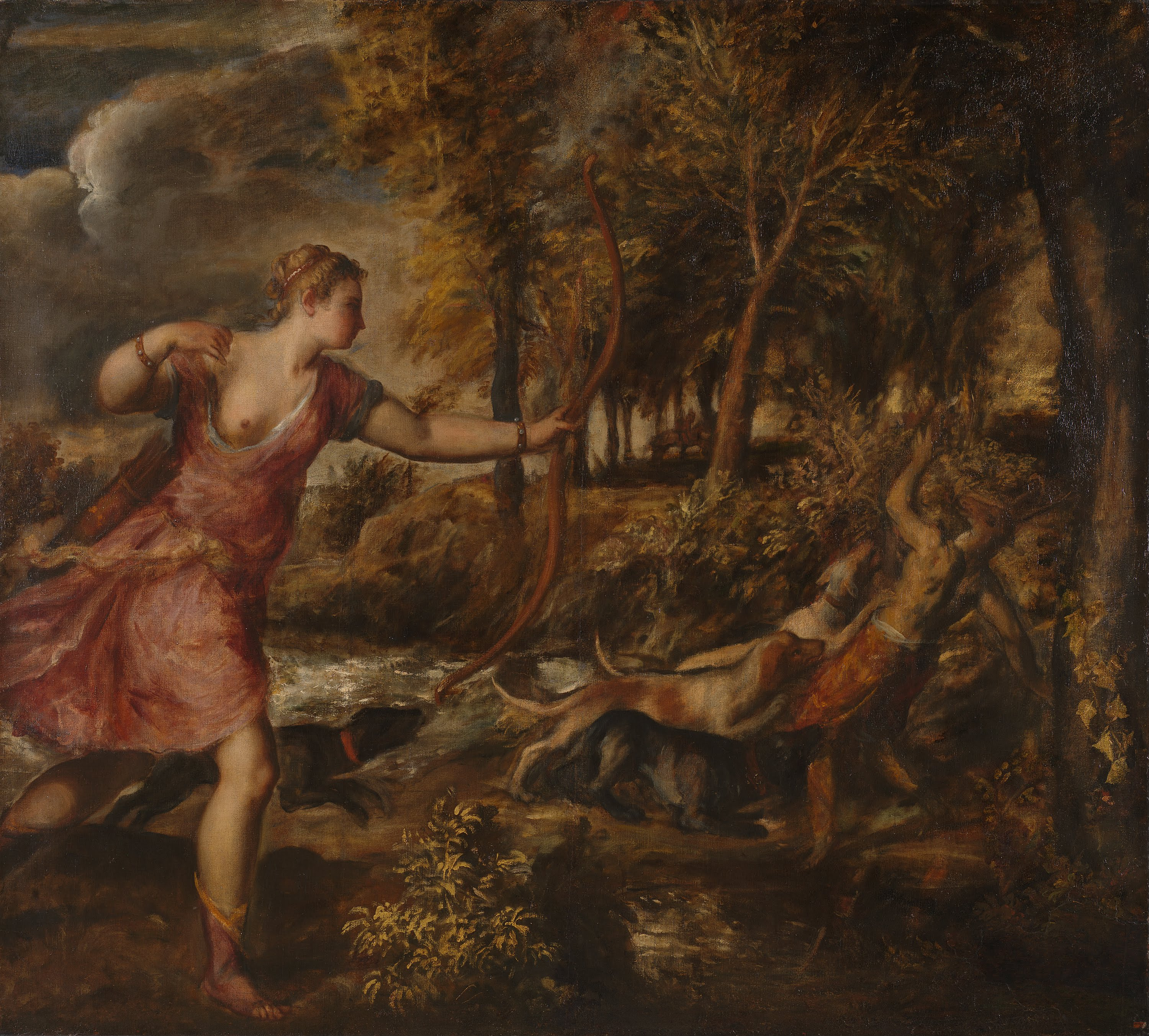
『アクタイオンの死』